# Margherita Granbassi
Margherita Granbassi (Trieste, 1 de septiembre de 1979) es una deportista italiana que compitió en esgrima, especialista en la modalidad de florete.
Participó en dos Juegos Olímpicos de Verano, en los años 2004 y 2008, obteniendo en total dos medallas de bronce en Pekín 2008, en las pruebas individual y por equipos (junto con Giovanna Trillini, Valentina Vezzali e Ilaria Salvatori).
Ganó 5 medallas en el Campeonato Mundial de Esgrima entre los años 2004 y 2009, y 7 medallas en el Campeonato Europeo de Esgrima entre los años 2001 y 2008.

## Palmarés internacional
| Juegos Olímpicos   | Juegos Olímpicos            | Juegos Olímpicos  | Juegos Olímpicos    |
| Año                | Lugar                       | Medalla           | Prueba              |
| ------------------ | --------------------------- | ----------------- | ------------------- |
| 2008               | Pekín (China)               | Medalla de bronce | Florete individual  |
| 2008               | Pekín (China)               | Medalla de bronce | Florete por equipos |
| Campeonato Mundial |                             |                   |                     |
| Año                | Lugar                       | Medalla           | Prueba              |
| 2004               | Nueva York (Estados Unidos) | Medalla de oro    | Florete por equipos |
| 2006               | Turín (Italia)              | Medalla de oro    | Florete individual  |
| 2006               | Turín (Italia)              | Medalla de plata  | Florete por equipos |
| 2007               | San Petersburgo (Rusia)     | Medalla de plata  | Florete individual  |
| 2009               | Antalya (Turquía)           | Medalla de oro    | Florete por equipos |
| Campeonato Europeo |                             |                   |                     |
| Año                | Lugar                       | Medalla           | Prueba              |
| 2001               | Coblenza (Alemania)         | Medalla de oro    | Florete por equipos |
| 2003               | Bourges (Francia)           | Medalla de plata  | Florete por equipos |
| 2004               | Copenhague (Dinamarca)      | Medalla de bronce | Florete por equipos |
| 2005               | Zalaegerszeg (Hungría)      | Medalla de oro    | Florete por equipos |
| 2007               | Gante (Bélgica)             | Medalla de bronce | Florete individual  |
| 2007               | Gante (Bélgica)             | Medalla de bronce | Florete por equipos |
| 2008               | Kiev (Ucrania)              | Medalla de plata  | Florete individual  |